# Campeonato Mundial de Natación en Piscina Corta de 2014 - 200 metros estilo mariposa femenino
La prueba de 200 metros estilo mariposa femenino de natación en el Campeonato Mundial de Natación en Piscina Corta de 2014, tuvo lugar el 3 de diciembre de 2014.

## Records
|                      | Nadador        | País    | Tiempo  | Lugar    | Fecha                   |
| -------------------- | -------------- | ------- | ------- | -------- | ----------------------- |
| Récord mundial       | Liu Zige       | China   | 2:00.78 | Berlín   | 15 de noviembre de 2009 |
| Récord de campeonato | Katinka Hosszú | Hungría | 2:02.20 | Estambul | 12 de diciembre de 2012 |

Los siguientes récords se establecieron durante la prueba
| Fecha          | Fase  | Nombre          | País   | Tiempo  | Récord |
| -------------- | ----- | --------------- | ------ | ------- | ------ |
| 3 de diciembre | Final | Mireia Belmonte | España | 1:59.61 | RM, RC |

- RM: Récord mundial.
- RC: Récord de campeonato.

## Resultados

### Series
Las series se realizaron a las 10:44 (hora local de Catar).
| Posición | Serie | Línea | Nombre                  | Nacionalidad   | Tiempo  | Notas |
| -------- | ----- | ----- | ----------------------- | -------------- | ------- | ----- |
| 1        | 3     | 4     | Katinka Hosszú          | Hungría        | 2:02.42 | Q     |
| 2        | 4     | 4     | Mireia Belmonte         | España         | 2:03.61 | Q     |
| 3        | 2     | 6     | Zhang Yufei             | China          | 2:04.71 | Q     |
| 4        | 2     | 5     | Brianna Throssell       | Australia      | 2:05.03 | Q     |
| 5        | 4     | 3     | Franziska Hentke        | Alemania       | 2:05.17 | Q     |
| 6        | 3     | 5     | Cammile Adams           | Estados Unidos | 2:05.35 | Q     |
| 7        | 3     | 6     | Miyu Nakano             | Japón          | 2:05.44 | Q     |
| 8        | 4     | 6     | Alessia Polieri         | Italia         | 2:05.68 | Q     |
| 9        | 4     | 1     | Katherine Mills         | Estados Unidos | 2:06.01 |       |
| 10       | 2     | 3     | Liu Zige                | China          | 2:06.07 |       |
| 11       | 3     | 2     | Stefania Pirozzi        | Italia         | 2:06.42 |       |
| 12       | 3     | 3     | Liliána Szilágyi        | Hungría        | 2:06.66 |       |
| 13       | 4     | 2     | Katerine Savard         | Canadá         | 2:06.68 |       |
| 14       | 2     | 4     | Audrey Lacroix          | Canadá         | 2:07.41 |       |
| 15       | 4     | 7     | Danielle Villars        | Suiza          | 2:07.91 |       |
| 16       | 3     | 7     | Sakiko Shimizu          | Japón          | 2:08.34 |       |
| 17       | 2     | 2     | Martina van Berkel      | Suiza          | 2:08.39 |       |
| 18       | 4     | 8     | Anja Klinar             | Eslovenia      | 2:08.81 |       |
| 19       | 4     | 5     | Sarah Sjöström          | Suecia         | 2:09.51 |       |
| 20       | 2     | 1     | Rene Warnes             | Sudáfrica      | 2:09.81 |       |
| 21       | 2     | 7     | Marie Wattel            | Francia        | 2:09.83 |       |
| 22       | 3     | 1     | Claudia Hufnagl         | Austria        | 2:11.97 |       |
| 23       | 3     | 0     | Jessica Camposano       | Colombia       | 2:12.21 |       |
| 24       | 3     | 8     | Nida Üstündağ           | Turquía        | 2:12.45 |       |
| 25       | 4     | 9     | Julia Hassler           | Liechtenstein  | 2:12.90 |       |
| 26       | 1     | 4     | Valerie Gruest          | Guatemala      | 2:13.07 |       |
| 27       | 2     | 8     | Chan Kin Lok            | Hong Kong      | 2:15.16 |       |
| 28       | 2     | 0     | Hannah Dato             | Filipinas      | 2:15.47 |       |
| 29       | 3     | 9     | Lara Butler             | Islas Caimán   | 2:17.49 |       |
| 30       | 4     | 0     | Sarah Hadj-Abderrahmane | Argelia        | 2:20.39 |       |
| 31       | 2     | 9     | Defne Kurt              | Turquía        | 2:21.50 |       |
| 32       | 1     | 5     | San Khant Khant Su      | Birmania       | 2:31.65 |       |
| 33       | 1     | 3     | Diana Basho             | Albania        | 2:33.77 |       |
| 34       | 1     | 6     | Dirngulbai Misech       | Palaos         | 3:03.34 |       |

### Final
La final se realizó a las 18:28 (hora local de Catar).
| Posición          | Serie | Línea             | Nombre         | Nacionalidad | Tiempo |
| ----------------- | ----- | ----------------- | -------------- | ------------ | ------ |
| Medalla de oro    | 5     | Mireia Belmonte   | España         | 1:59.61      | RM, RC |
| Medalla de plata  | 4     | Katinka Hosszú    | Hungría        | 2:01.12      |        |
| Medalla de bronce | 2     | Franziska Hentke  | Alemania       | 2:03.89      |        |
| 4                 | 3     | Zhang Yufei       | China          | 2:04.91      |        |
| 5                 | 8     | Alessia Polieri   | Italia         | 2:05.52      |        |
| 6                 | 7     | Cammile Adams     | Estados Unidos | 2:06.35      |        |
| 7                 | 6     | Brianna Throssell | Australia      | 2:06.40      |        |
| 8                 | 1     | Miyu Nakano       | Japón          | 2:06.45      |        |